# Anders Lindquist

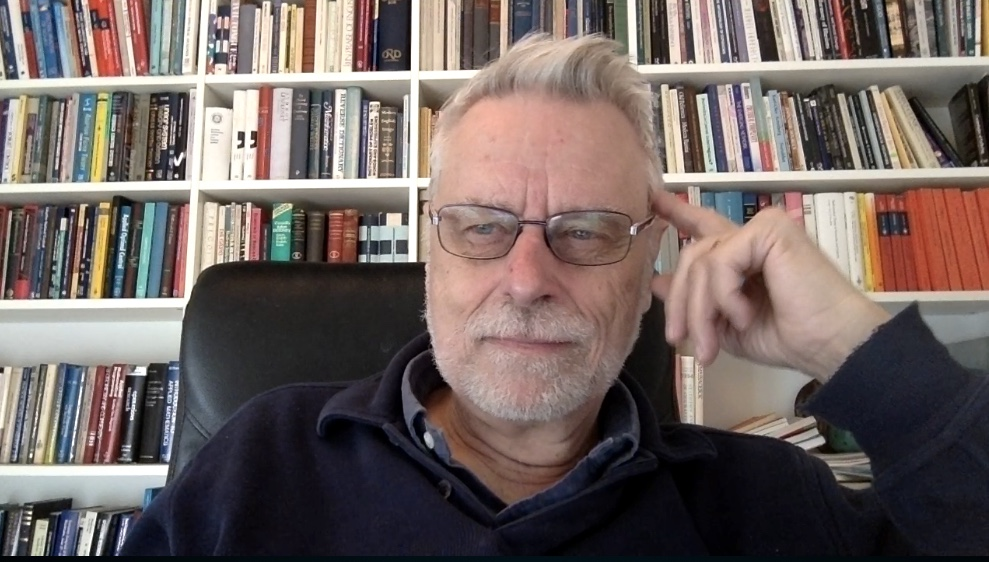
Anders Lindquist

Anders Lindquist, född 1942, är en svensk ingenjör och tillämpad matematiker.
Lindquist studerade vid Kungliga Tekniska högskolan (KTH) där han 1967 tog civilingenjörsexamen i teknisk fysik, 1968 blev teknologie licentiat i optimeringslära och systemteori, och 1972 teknologie doktor och docent i samma ämne. Hans handledare var Lars Erik Zachrisson. Han var anställd vid Försvarets forskningsanstalt 1967-1968 och vid KTH 1968-1972. Han var verksam vid University of Florida som postdoc hos Rudolf E. Kalman. Efter att under höstterminen 1973 ha varit biträdande professor vid Brown University var han 1974-1984 verksam vid University of Kentucky, från 1974 som biträdande professor och från 1980 som professor. Sedan 1983 har han varit verksam som professor i optimeringslära och systemteori vid KTH, som efterträdare till Lars Erik Zachrisson på professuren. 2000-2009 var han prefekt vid KTH:s matematikinstitution och sedan 2006 föreståndare för KTH:s Strategic Research Center for Industrial and Applied Mathematics (CIAM). Från 1989 har han också varit affilierad professor vid Washington University. Sedan 2011 är han Zhiyuan Chair Professor vid Shanghai Jiao Tong University and Professor Emeritus vid KTH. 
Lindquist invaldes 1989 som fellow av Institute of Electrical and Electronics Engineers och 1996 som ledamot av Ingenjörsvetenskapsakademien. Han invaldes som utländsk ledamot av Ryska Naturvetenskapsakademien 1997 och som utländsk ledamot av Kinesiska Vetenskapsakademien 2015 samt till ledamot av Academia Europaea 2020. Han blev 2010 fellow av SIAM (Society for Industrial and Applied Mathematics) samt fellow av IFAC (International Federation of Automatic Control). Han belönades med W.T. and Idalia Reid Prize in Mathematics 2009 och IEEE Control Systems Award 2020.
Lindquist är också Kommendör med stjärna av Heliga gravens orden (OESSH: Ordo Equestris Sancti Sepulcri Hierosoymitanti).